# 제임스 레이니

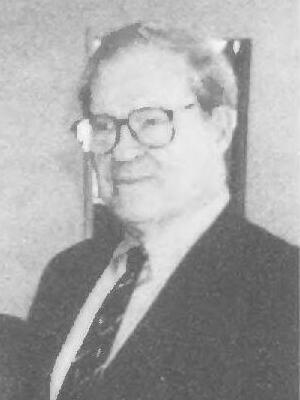

제임스 레이니(James T. Laney, 1927년 ~ )는 미국의 외교관이다. 제15대 주한 대사를 지냈다.

## 생애
미국 남부에서 태어나 아칸소와 멤피스에서 성장. 1940년대 미군으로 한국에서 복무. 1993년 10월 ~ 1997년 2월 주한 대사.전 에모리대학교 교수 및 총장을 지냈다
| 전임 도널드 그레그 | 제15대 주한 미국 대사 1993년 10월 ~ 1997년 2월 | 후임 스티븐 보즈워스 |